# Val-de-Grâce
Het Val-de-Grâce, Hôpital d'instruction des armées du Val-de-Grâce of HIA Val-de-Grâce is een militair hospitaal en een kerk in de Franse hoofdstad Parijs, gesitueerd in het 5e arrondissement.

## Geschiedenis

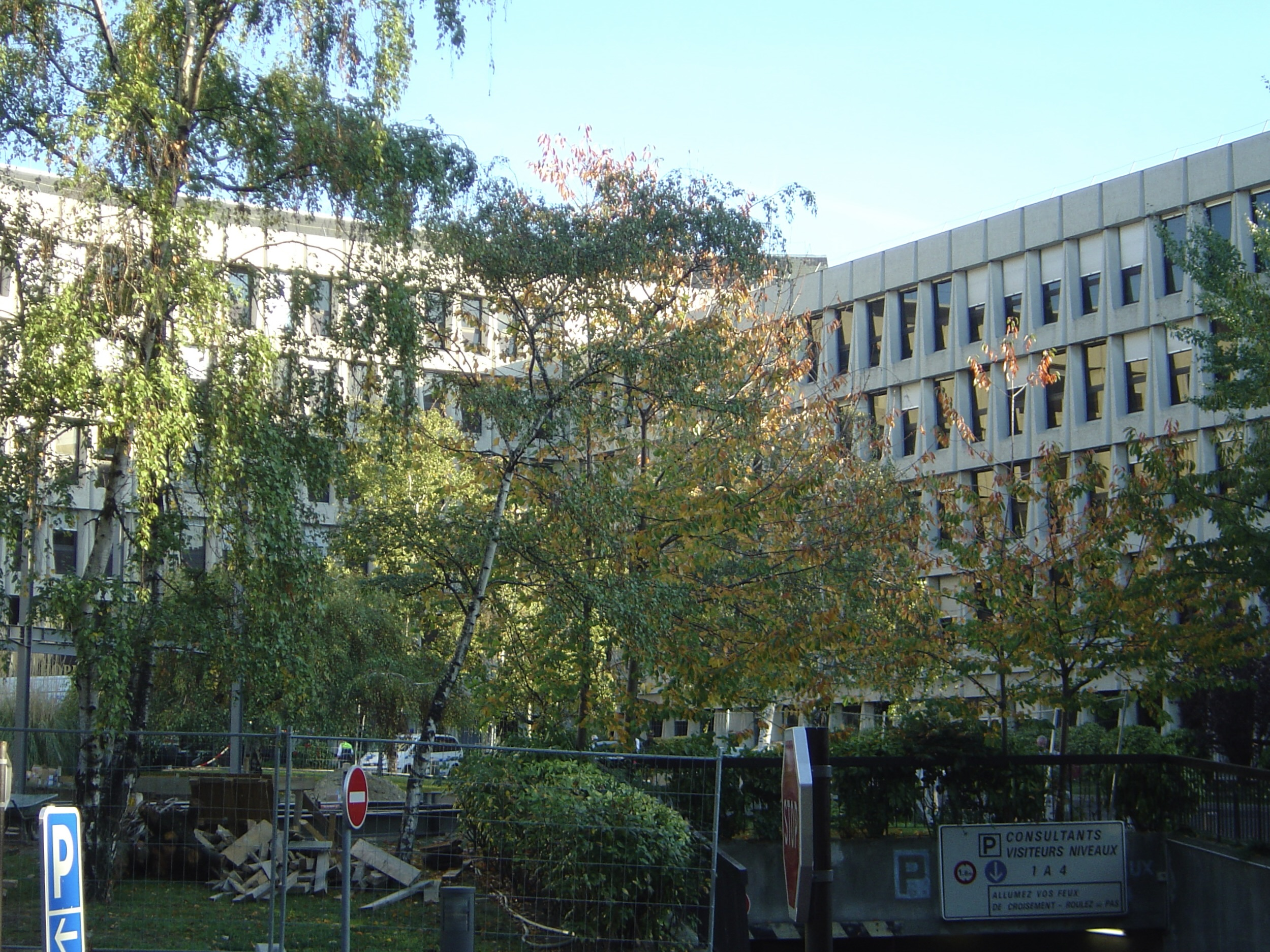
Het moderne ziekenhuis

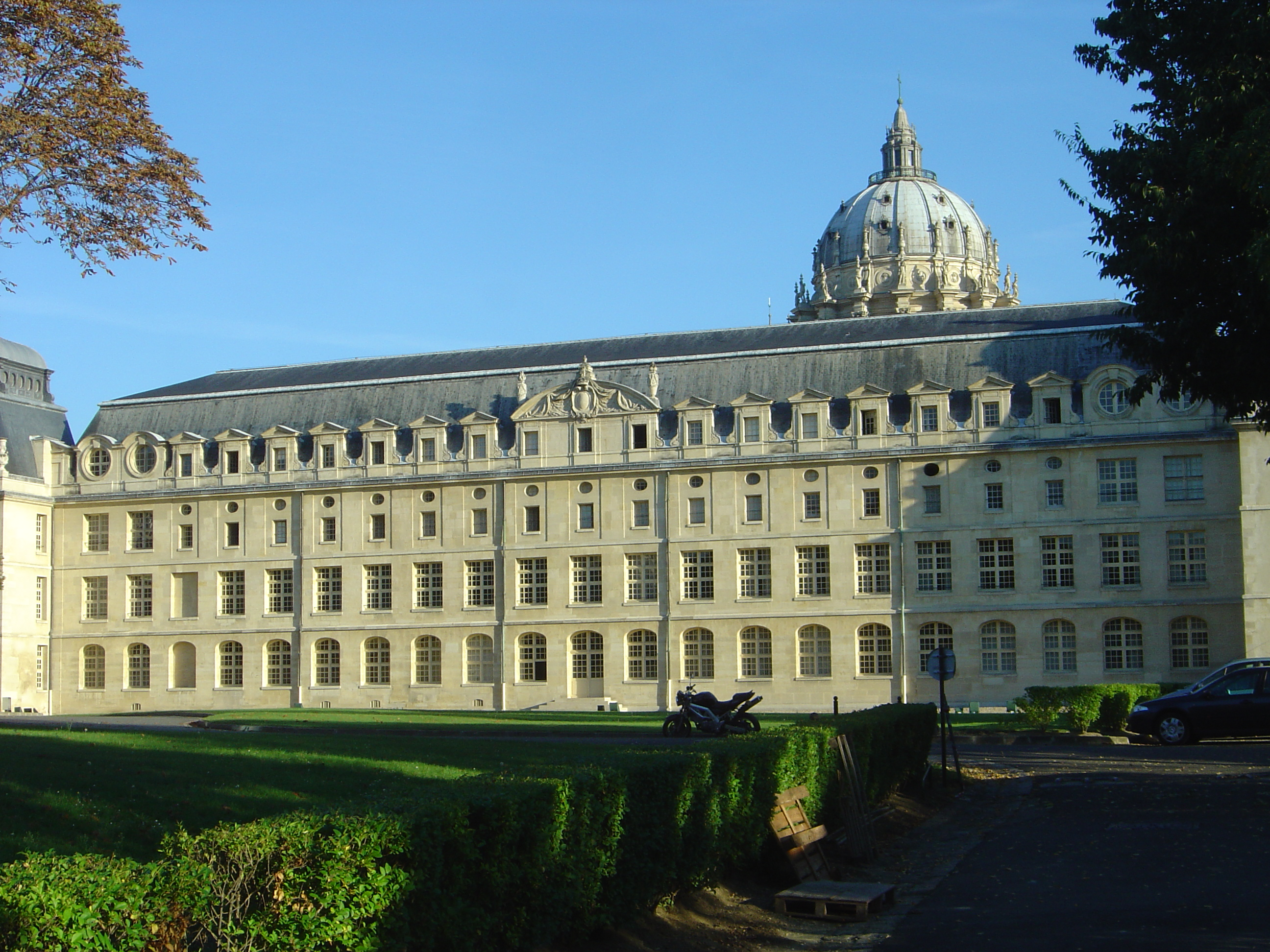
De oudere gebouwen

### Kerk
De kerk van Val-de-Grâce (lett. Vallei der Genade) werd gebouwd op het bevel van koningin Anna van Oostenrijk, echtgenote van Lodewijk XIII. Na de geboorte van haar zoon Lodewijk XIV toonde Anne - die kinderloos was geweest sinds haar huwelijk 23 jaar eerder - haar dankbaarheid aan de Maagd Maria door een kerk te bouwen op het land van een benedictijner convent. Lodewijk XIV zelf zou de eerste steen voor het gebouw hebben gelegd, tijdens een ceremonie op 1 april 1645. Op dat moment was hij 7 jaar oud.
Val-de-Grâce, ontworpen door François Mansart en Jacques Lemercier, wordt algemeen beschouwd als een van de beste voorbeelden van de barokke architectuur in Parijs, met zijn vele gebogen lijnen, gedetailleerde decoratie en harmonie van verschillende elementen. De bouw begon in 1645 en werd voltooid in 1667.

### Ziekenhuis
De benedictijner nonnen gaven medische zorg aan gewonde revolutionairen tijdens de Franse Revolutie. Om die reden werd de kerk gespaard van het vandalisme dat andere bekende Parijse kerken teisterde (de Notre-Dame werd geplunderd en omgetoverd in een magazijn, en de Église Saint-Eustache werd gebruikt als schuur). Het prachtige interieur van de kerk is nu een van de weinige onbeschadigde overblijfselen van de grandeur van het prerevolutionaire Parijs. Als gevolg van de Revolutie kregen de gebouwen op het terrein van Val-de-Grâce een nieuwe bestemming: militair hospitaal.
Vandaag de dag worden de originele gebouwen enkel nog gebruikt voor kantoren en opleidingsinstituten (École d'application du Service de santé des armées); de werkelijke ziekenhuisfaciliteiten zijn te vinden in een groot modern gebouw aan de oostzijde van hetzelfde terrein.
Het huidige ziekenhuis werd gebouwd in de jaren 70 - de bouw werd afgerond in 1979. Het heeft een capaciteit van 350 bedden. Het ziekenhuis is toegankelijk voor militair personeel dat medische zorg nodig heeft, maar ook voor elke persoon met een zorgverzekering die onder het Franse sociale zekerheidssysteem vallen. Het staat bekend als de plaats waar topambtenaren van de Franse Republiek over het algemeen worden behandeld voor hun ziekte. Zowel de president als de premier van Frankrijk hebben elk een eigen kamer tot hun beschikking, in de rechtervleugel van het ziekenhuis.
Het standbeeld op het binnenplein beeldt Dominique Jean Larrey uit, en werd ontworpen in 1843 door David d'Angers. Larrey was Napoleons persoonlijke arts, en de uitvinder van het triage-concept.
De oude abdij naast de kerk is vandaag de dag een museum voor de Franse militaire geneeskunde. Er worden voor een klein bedrag rondleidingen gehouden door de kerk en het museum. Aangezien beide onder militair grondgebied vallen worden toeristen altijd begeleid door militairen. Camera's zijn niet toegestaan, behalve in de kerk zelf.

## Trivia
- De laatste keizer van Vietnam, Bảo Đại, stierf in het Val-de-Grâce op 30 juli 1997, op de leeftijd van 83 jaar.